# 宮岡公夫
宮岡 公夫（みやおか きみお、1922年12月8日 - 1998年1月25日）は、日本郵船元社長・会長・相談役。日本外航客船協会会長。

## 人物
戦前
- 5歳の時宮岡の父は和歌山で脳溢血で急死し、母、妹と共に祖父母の住む赤坂で育った[1]。
- 宮岡の家も母の実家も出身地は金沢である[1][2]。

戦中
- 静岡高等学校から東京大学法学部に入学したが、まもなく学徒動員で海軍に配属された[3]。
- その時の上官は特攻作戦（人間魚雷回天）の為に学生一人一人に面接し特攻に対する意向を確認した、宮岡はその質問に対し「私は母親を一人残して特攻への道へ進む事は到底出来ません」とハッキリと意見を述べた、この事は、当時軍人として真の勇気を要する事だった[3][4] とその上官は後日述べている。
- 1945年4月、戦艦大和の沖縄特攻作戦に護衛の駆逐艦「響」に乗り組んで出陣したが、「響」は機雷接触の故障で戦列を離れたため沖縄に突入しなかった。修理後舞鶴で当時病院船であった日本郵船の「氷川丸」と出会った。「氷川丸」による補油作業のあと、本船に招待を受けて先ず入浴。そして御馳走になったのが後年日本郵船入社を志した心理的要因となった[5][6][7][8]。

戦後
- 大学卒業後入社してすぐ積極的に組合活動をした為会社側に睨まれ大学卒では初めてという荷役係へ飛ばされた。しかしこの仕事は沖に停泊している船との間を往復するだけで3時間かかり、その合間に好きな読書ができたので喜んで、また一生懸命仕事もした[9]。
- 1984年、日本郵船の社長に就任。
- 「氷川丸」引退をもって撤退していた客船事業への再参入に向けて海外のクルーズ事業の調査を指揮し、北米向けクルーズ客船「クリスタル・ハーモニー」の就航に尽力した[10]。
- 戦争での経験により、その後勲章を辞退し、「勲章は戦後民主主義に対する侮辱である」の主張を展開した[11]。
- 宮岡は終生絵画をたしなんだ。また別府市の祖母と叔父のところにも度々会いに行き叔母からピアノを習ったりした[12]。

## 略歴
戦前
- 1922年12月8日、東京都赤坂区中ノ町で父 秀一、母 みさほの三男として誕生（長男、次男は夭折）
- 1929年、東京市立中ノ町尋常小学校入学
- 1935年、日本大学付属第三中学校入学
  - 1935年、東京府立第一中学校編入学
- 1941年、官立静岡高等学校（文科乙類）入学、仰秀寮（魁寮）に入寮

戦中
- 1943年、東京帝国大学法学部政治学科入学
  - 1943年、学徒出陣により武山海兵団入団
- 1944年、海軍兵科第四期予備学生　武山学生隊入隊
  - 1944年、横須賀海軍航海学校入校
  - 1944年、海軍少尉任官、航海士として駆逐艦「響」に乗り組む
- 1945年、「響」は戦艦「大和」の沖縄特攻作戦に護衛艦として参加、三田尻沖にて触雷、故障のため呉に曳航、修理
  - 1945年、「響」回航中、舞鶴で病院船「氷川丸」と出会う
  - 1945年、「響」新潟で停泊時に終戦、その後舞鶴で復員

戦後
- 1948年、日本郵船入社、庶務部文書課配属
- 1958年、日本郵船労働組合委員長（1959年まで）
- 1984年、代表取締役社長就任（第14代）
- 1989年、代表取締役会長就任
  - 1989年、経済団体連合会常任理事就任
- 1994年、経済同友会夏季セミナーで企業の天下り受け入れを批判
- 1995年、相談役就任
- 1997年、「飛鳥」第2回世界一周クルーズに乗船
- 1998年、肺癌のため癌研究会付属病院で死去（享年75歳）[13]

## 主な著書
- 『母の手紙』1997年2月 自費出版 著者 宮岡公夫